# مولچانوو (استان آمور)
مولچانوو (به لاتین: Molchanovo) یک منطقهٔ مسکونی در روسیه است که در استان آمور واقع شده‌است.